# 江阴文庙
31°54′27″N 120°15′37″E / 31.90750°N 120.26028°E
江阴文庙位于中国江苏省江阴市澄江街道人民中路196号，是历代奉祀孔子及儒门贤哲的祠庙，也是学宫和儒学教官衙署所在地。现在是无锡地区惟一保存较为完整的儒学建筑遗存，1995年被列为江苏省文物保护单位。

## 历史
江阴文庙始建于北宋初年，后经多次修葺，到清末有照壁、德配天地坊、道冠古今坊、金声门、玉振门、棂星门、泮桥、戟门、大成殿、明伦堂、尊新斋、时习斋等建筑。1901年改名为校士馆，1903年兼办高等小学，1905年专办学堂（礼延高等小学），1912年改名为江阴县第一高等小学，根据学校需要进行了改扩建。抗日战争时期，文庙遭到了日军的严重破坏。抗战胜利后以及中华人民共和国成立后，文庙长期作为中学（江阴县立中学）校舍，大成殿作为废旧物资储藏处，沦为危房，明伦堂成为学生餐厅。1993年江阴县中迁至新址，原址改作暨阳中学。1995年，文庙建筑从学校独立出来，并进行了全面整修。
2007年开始在明伦堂内开办国学启蒙班。 2010年中秋节，江阴文庙举行了首届祭孔大典。
现在，文庙还经常作为美术、书法、摄影等艺术作品的展览馆。

## 建筑
清末，文庙建筑配备齐全。有照壁、德配天地坊、道冠古今坊、金声门、玉振门、棂星门、泮桥、戟门、大成殿、明伦堂、尊新斋、时习斋等建筑。
现在的江阴文庙坐北朝南，由南至北依次为棂星门、泮池、大成门、大成殿、明伦堂，大成殿的东西两侧有庑房40间。